# Tupungato (ciudad)
Tupungato es una ciudad, cabecera del departamento Tupungato, de la provincia de Mendoza, Argentina. Se encuentra a casi 71 km de la capital provincial. Es además una de las ciudades más importantes del valle de Uco y de la provincia. 
Se accede a ella por la ruta provincial N.º 86 (Cerrillos), 88 (Zapata) y 89 (La Carrera), que la comunica al norte y al sur con la ruta Nacional N.º 40, y desde allí hasta Mendoza y San Rafael. Al sur el arroyo Guiñazú delimita la localidad de Zapata, Tupungato, con el departamento de Tunuyán. 
La planicie aluvional sobre la cual se encuentran los cultivos y la localidad dista muy pocos kilómetros de la Cordillera Frontal u Oriental, siendo visibles varias de las montañas más altas de América desde el poblado, como el famoso volcán Tupungato en la frontera con la vecina república de Chile.
Predomina la producción agrícola como cebolla, nueces, papa, zanahoria, entre otros, y vitivinícolas de renombre mundial por la calidad de las variedades que se encuentran a esta altura.

## Toponimia
El significado de Tupungato varía según el autor: el más arraigado y más probable es el de tupun-catu («mirador de estrellas»), que habrían dado los primeros pobladores de lengua huarpe  por sus excelentes condiciones como observatorio; para Vicente Fidel López  es putuncatu, o sea, «punta del cielo»; José Manuel Olascoaga, la define como la que espanta o rechaza, por las características del cercano volcán Tupungato, esto devendría de tupun («azotar») y uta («malo» o «perverso»); por último podría significar «el que domina el valle», considerando que ata y uta significan valle en la ya referida lengua huarpe.

## Historia
Antes de la llegada de los españoles hacia 1550 la zona de Tupungato, como todo el Cuyo estaba poblada por la etnia huarpe, hacia 1480 llegó a estar la región parcialmente sometida al imperio de los incas siendo las cordilleras que rodean a Tupungato los límites más extremos en el sureste andino de tal imperio. La localidad actual se origina en el siglo XVII con una estancia jesuítica llamada Jesús, María y José, la fundación como población civil española data del 8 de noviembre de 1658.
Aunque originalmente la cabecera del departamento fue la cercana localidad de La Arboleda, en 1885 se designa a Tupungato cabecera del departamento homónimo, y actualmente forma el distrito "Ciudad", el más pequeño del departamento. Este se fue poblando con inmigrantes españoles, chilenos, italianos, sirios, libaneses , quienes se dedicaron mayoritariamente al cultivo de la tierra, en particular la viticultura. En 1934 llegaría un nuevo impulso con el descubrimiento de petróleo.

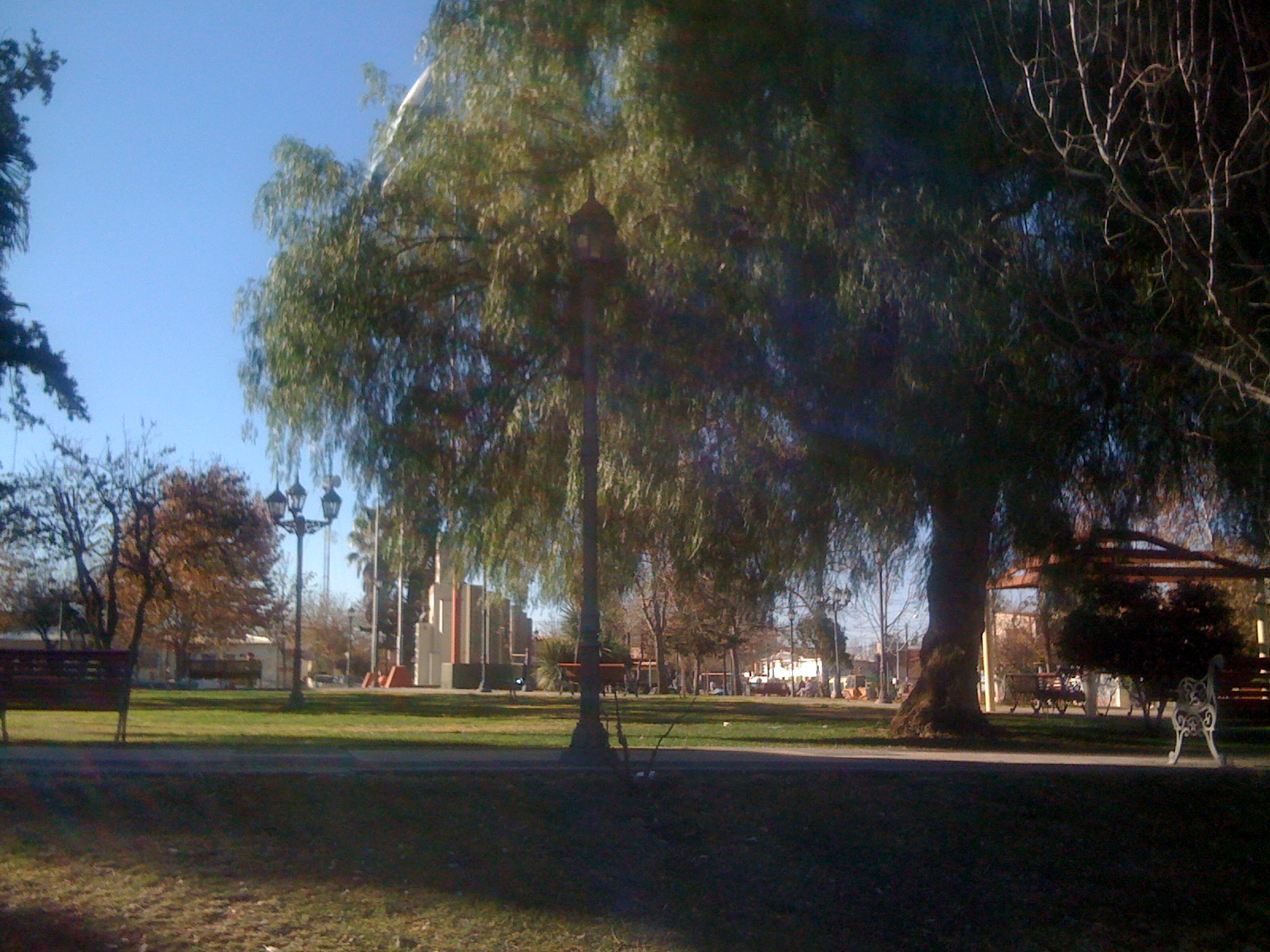
Plaza de Tupungato

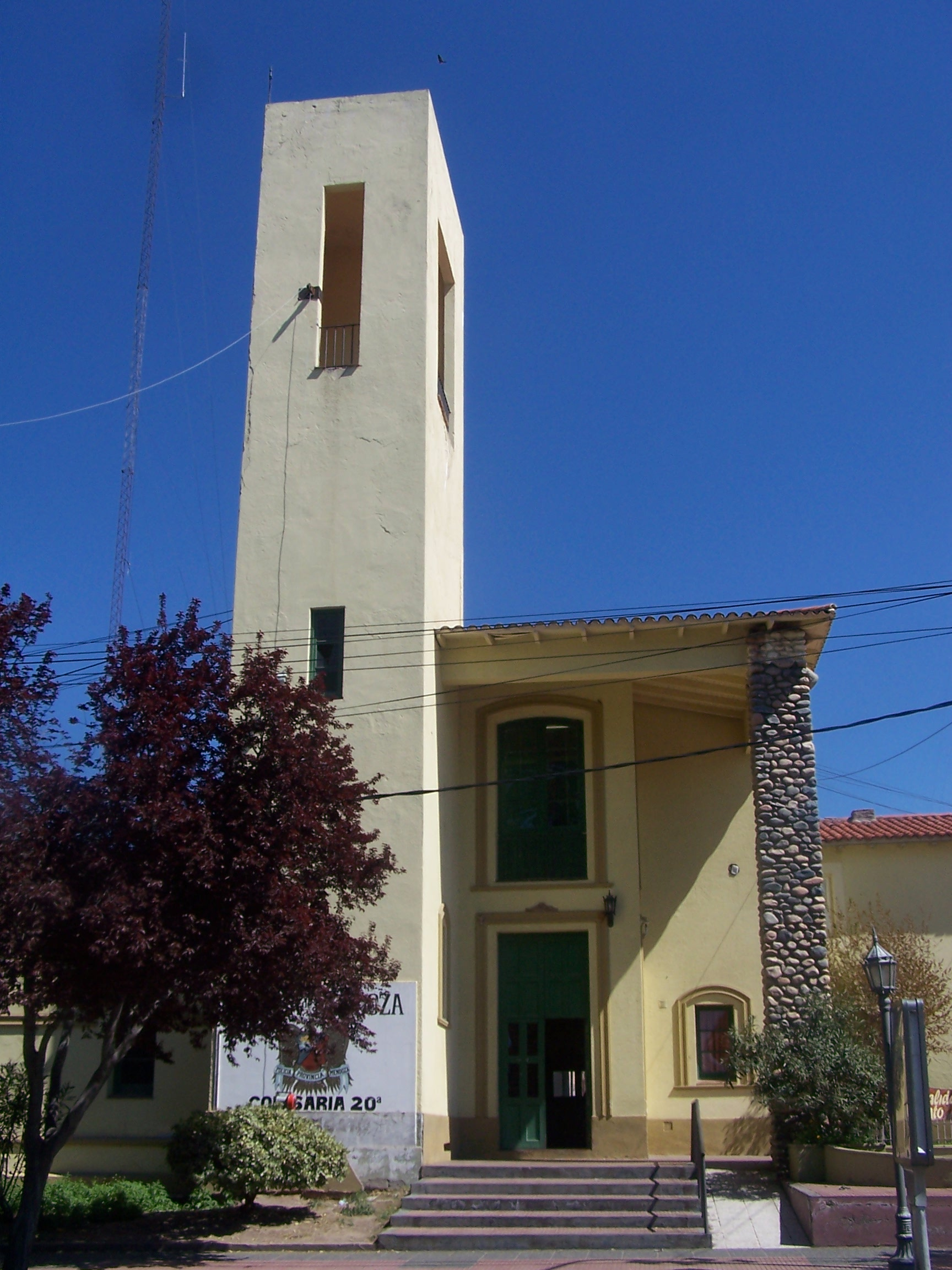
Edificio policial, Tupungato

## Geografía

### Población
En 2001 contaba con 11 687 habitantes (Indec, 2001), lo que representa un incremento del 43,2 % frente a los 8163 habitantes (Indec, 1991) del censo anterior; esta magnitud la sitúa como el 8.º aglomerado de la provincia. El INDEC incluye en esta población a la localidad de Villa Bastías, ubicada unos dos kilómetros al norte de la localidad. Sin el aporte de Villa Bastías (que en 1991 figuraba como localidad separada), Tupungato contaba con 10 301 habitantes (Indec, 2001), o sea, un 38,7 % más que los 7428 habitantes (Indec, 1991) del censo anterior.

## Sismicidad
La sismicidad del área de Cuyo (centro oeste de Argentina) es frecuente y de intensidad baja, y un silencio sísmico de terremotos medios a graves cada 20 años.
Sismo de 1861aunque dicha actividad geológica catastrófica, ocurre desde épocas prehistóricas, el terremoto del 20 de marzo de 1861 (164 años) señaló un hito importante dentro de la historia de eventos sísmicos argentinos ya que fue el más fuerte registrado y documentado en el país. A partir del mismo la política de los sucesivos gobiernos mendocinos y municipales han ido extremando cuidados y restringiendo los códigos de construcción. Y con el terremoto de San Juan de 1944 del 15 de enero de 1944 (81 años) el gobierno sanjuanino tomó estado de la enorme gravedad sísmica de la región.
Sismo de 1985fue otro episodio grave, de 9 segundos de duración, llegó a derrumbar el viejo Hospital del Carmen (Godoy Cruz).

## Economía
La principal actividad económica es el cultivo e industrialización de la vid (principalmente producción de excelentes vinos), no obstante, los cultivos frutales diversifican la economía local, destacándose el cultivo de durazno, pera, tomate, ajo y cebolla. Si bien existen otras localidades en el departamento, es en Tupungato donde se concentra la mayor actividad, sobre todo por la presencia de distintas agroindustrias que procesan lo obtenido en las cosechas. Se espera también que la apertura del paso El Portillo para pasar a Chile sea un puntapié para el desarrollo local.

## Hermanamientos
La ciudad de Tupungato ha firmado vínculos de cooperación perdurables, en carácter de hermanamientos, con las siguientes ciudades:
- Bietigheim-Bissingen, Baden Württemberg, Alemania (6 de febrero de 2019)[3]

## Cuartel
| Unidad del Cu Ej Tupungato                                                  | Abreviatura |
| --------------------------------------------------------------------------- | ----------- |
| Regimiento de Infantería de Montaña 11 «General Juan Gregorio de Las Heras» | RIM 11      |

## Parroquias de la Iglesia católica en Tupungato
| Arquidiócesis | Mendoza                    |
| ------------- | -------------------------- |
| Parroquia     | Nuestra Señora del Socorro |